# Bill Walsh (allenatore di football americano)
William Ernest Walsh, detto Bill (Los Angeles, 30 novembre 1931 – Woodside, 30 luglio 2007), è stato un allenatore di football americano statunitense dei San Francisco 49ers e degli Stanford Cardinal, con cui rese famoso il suo attacco denominato West Coast offense. Dopo essersi ritirato da allenatore dei 49ers, Walsh tornò a fare il capo-allenatore a Stanford e in seguito fu il direttore atletico dell'università. Nel 1981 fu nominato allenatore dell'anno. Nel 1993 è stato inserito nella Pro Football Hall of Fame.

## Carriera da allenatore
Walsh iniziò la sua carriera come allenatore dei running back degli Oakland Raiders della American Football League, prima di trascorrere otto anni come assistente allenatore dei Cincinnati Bengals. NEL 1977, Walsh fu assunto come capo-allenatore a Stanford dove rimase per due stagioni. Nel 1977 concluse con un record di 9-3 e vinse il Sun Bowl, mentre nell'anno seguente terminò 8-4 e vinse il Bluebonnet Bowl.
Nel 1979 Walsh fu assunto come capo-allenatore dei San Francisco 49ers. La squadra veniva da un disastroso record di 2-14 nel 1978 e ripeté lo stesso risultato nel 1979. Walsh dubitava di riuscire a raddrizzare una situazione simile ma, all'inizio del 1979, Walsh scelse nel draft il quarterback Joe Montana da Notre Dame al terzo giro e gli affidò il ruolo di titolare nel 1980, mossa grazie alla quale i Niners salirono a un record di 6-10. San Francisco vinse il suo primo titolo nel 1981, solamente due anni dopo aver terminato la stagione con 2 vittorie. Sotto la gestione di Walsh, i 49ers vinsero il Super Bowl nel 1981, 1984 e 1988. Walsh terminò con un record da allenatore di 102-63-1 coi 49ers, vincendo 14 gare di playoff, sei titoli di division e tre Super Bowl con in campo il suo storico quarterback Joe Montana.
Oltre a Joe Montana, Walsh scelse nel draft gli altri Hall of Famer Ronnie Lott, Charles Haley e Jerry Rice. In aggiunta scambiò le scelte del secondo e del quarto giro del Draft NFL 1987 per Steve Young che avrebbe fatto le fortune della squadra per tutti gli anni novanta. Per questi suoi successi fu introdotto nella Professional Football Hall of Fame nel 1993.

## Albero degli allenatori
Molti attuali ed ex allenatori della NFL sono stati sotto la direzione di Bill Walsh o di suoi collaboratori all'epoca. Essi sono mostrati qui sotto.

## Palmarès
- (3) Vittorie del Super Bowl (XVI, XIX, XXIII)
- Allenatore dell'anno della Pac 8 (1977)
- Allenatore dell'anno (1981)
- Formazione ideale della NFL degli anni 1980
- Pro Football Hall of Fame